# Daguioman
Daguioman is een gemeente in de Filipijnse provincie Abra op het eiland Luzon. Bij de laatste census in 2007 had de gemeente bijna 2 duizend inwoners.

## Geografie

### Bestuurlijke indeling
Daguioman is onderverdeeld in de volgende 4 barangays:
- Ableg
- Cabaruyan
- Pikek
- Tui

## Demografie
Daguioman had bij de census van 2007 een inwoneraantal van 1.916 mensen. Dit zijn 168 mensen (9,6%) meer dan bij de vorige census van 2000. De gemiddelde jaarlijkse groei komt daarmee uit op 1,27%, hetgeen lager is dan het landelijk jaarlijks gemiddelde over deze periode (2,04%). Vergeleken met de census van 1995 is het aantal mensen met 441 (29,9%) toegenomen.

De bevolkingsdichtheid van Daguioman was ten tijde van de laatste census, met 1.916 inwoners op 114 km², 16,8 mensen per km².